# جزیره کورنوال (نوناووت)
جزیره کورنوال (نوناووت) (به انگلیسی: Cornwall Island) یک جزیره در کانادا است که در نوناووت واقع شده‌است. جزیره کورنوال ۰ نفر جمعیت دارد و ۴۰۰ متر بالاتر از سطح دریا واقع شده‌است.

## نگارخانه

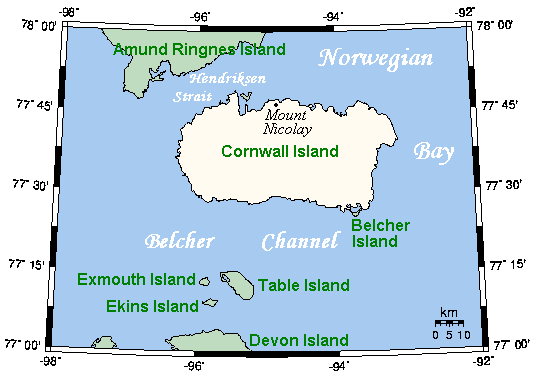